# Harold Blackmon
Harold Blackmon (Chicago, 20 maggio 1978) è un ex giocatore di football americano statunitense che ha militato nel ruolo di safety nella National Football League (NFL).

## Carriera
Al college Blackmon giocò a football alla Northwestern University. Fu scelto nel corso del settimo giro (210º assoluto) del Draft NFL 2001 dai Seattle Seahawks. Vi giocò per due stagioni, nella prima con 2 presenze e nessuna statistica mentre nella seconda disputò 7 gare con 3 tackle e un passaggio deviato.